# Catedral de Nuestra Señora de la Asunción (Panamá Viejo)
La Catedral de Nuestra Señora de la Asunción de Panamá Viejo o simplemente la Catedral de Panamá Viejo, fue un antiguo templo católico ubicado en la Plaza Mayor de Panamá Viejo. Esta se caracteriza por tener su torre campanario de 30 metros frente al ábside. Fue construida en 1535, por el Obispo Fray Tomás de Berlanga y destruida por el saqueo a la ciudad en 1671, por el pirata Henry Morgan, junto con otras edificaciones.
La Torre de la Catedral fue declarada monumento histórico nacional, formando parte del Conjunto Monumental Histórico de Panamá Viejo.

## Historia

### Primera catedral

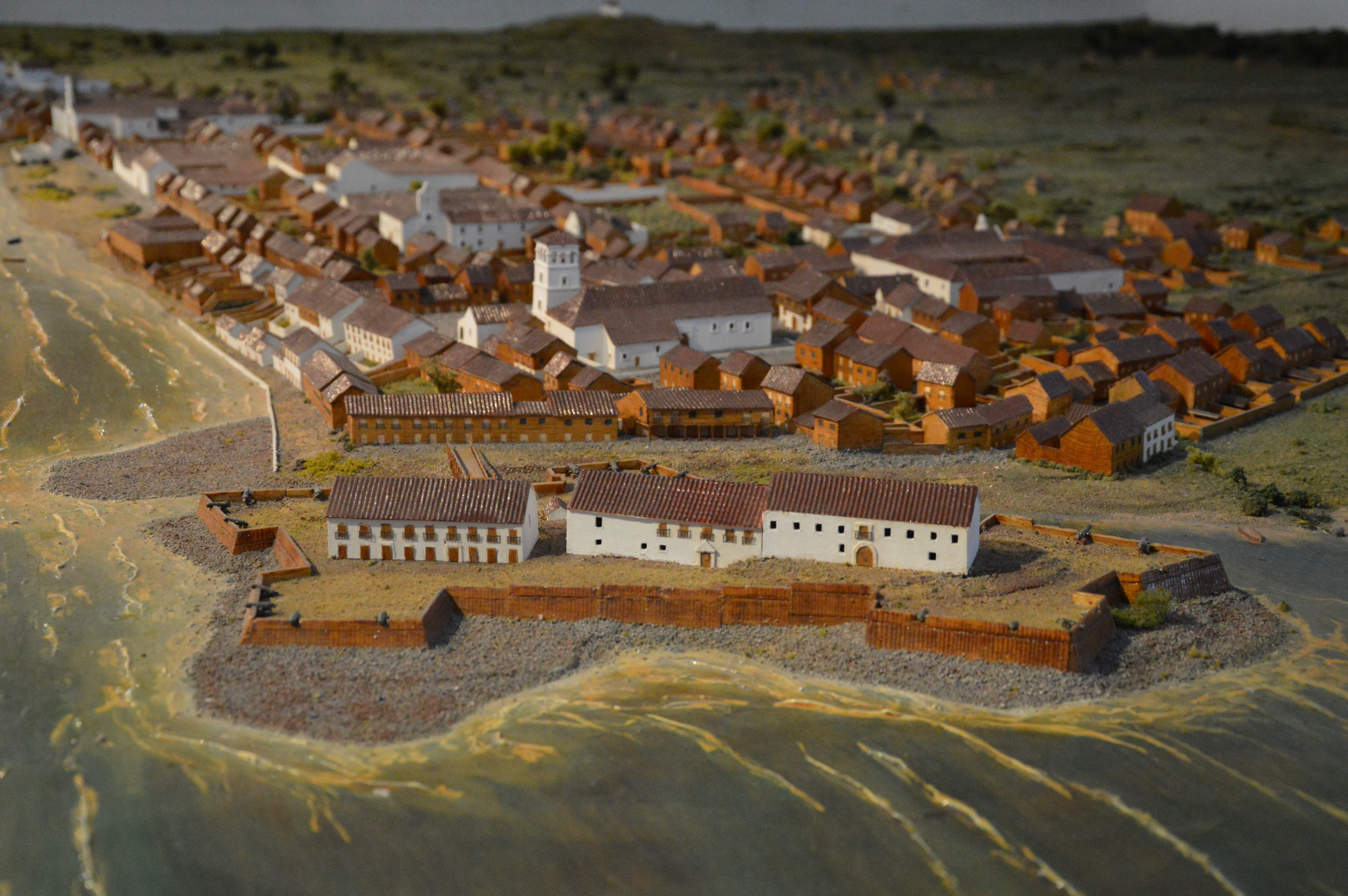
Maqueta de Panamá Viejo, en el centro se encuentra la Catedral.

En 1535, con la llegada de Fray Tomás de Berlanga, se inició la construcción del edificio que fuera la catedral de la diócesis.  Inicialmente fue construida de madera y de dimensiones modestas. Fue destruido por el incendio de 1540. Posteriormente se intentó reconstruirla a base de mampostería, pero la empresa no fue factible y probablemente terminó siendo una construcción a base de madera y tejas. Para 1587 se hallaba nuevamente en mal estado y se intentó reconstruir de nuevo.  Tampoco se pudo hacerse de mampostería, por lo que terminó siendo construida simplemente con madera. Para 1610, su estado era deplorable. 

### Segunda catedral

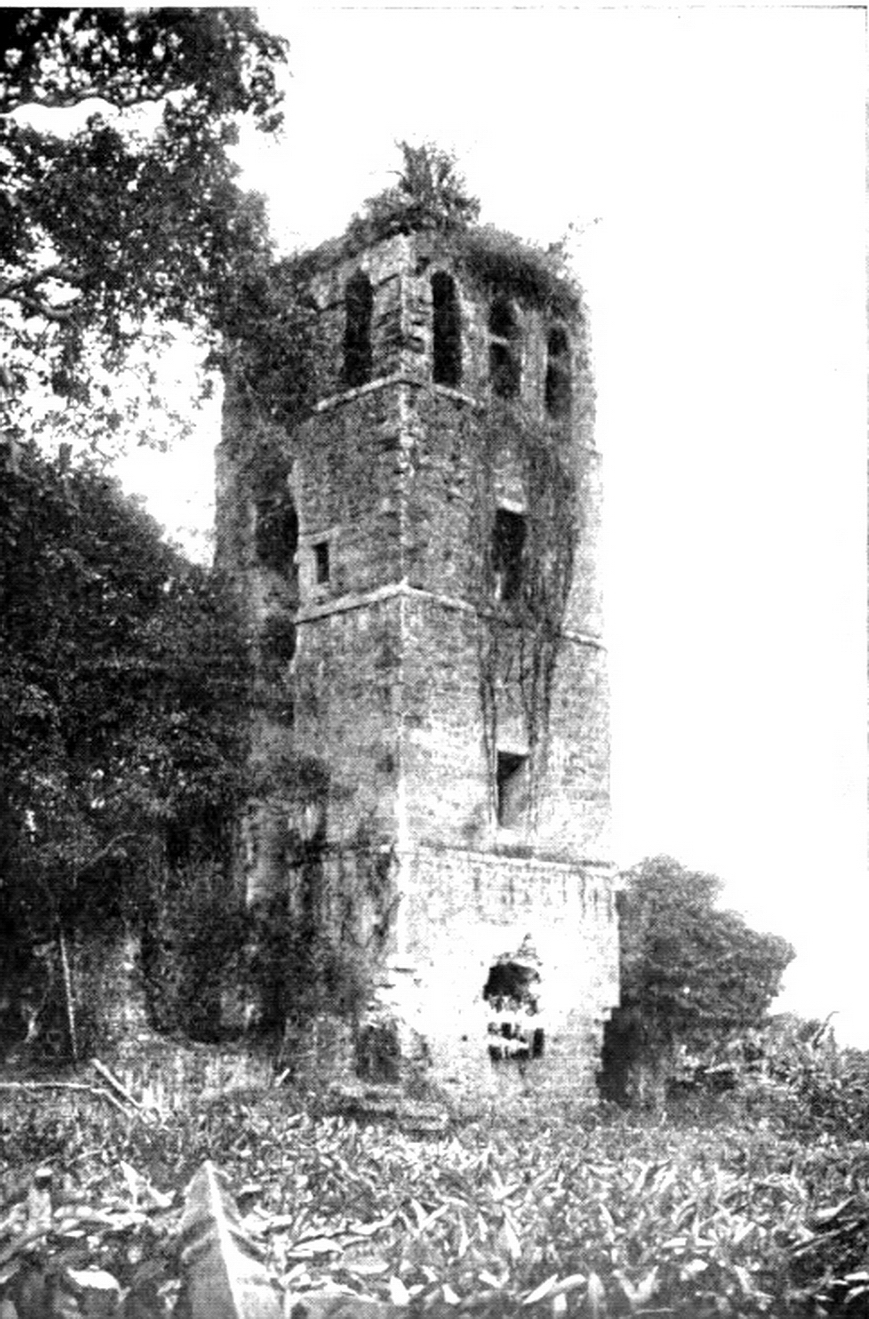
Foto de Torre de la Catedral en 1916, 245 años después de ser destruida por el incendio que causó el saqueo a la ciudad.

La actual catedral se construyó de 1619 a 1626, gracias al obispo Francisco de Cámara. El cantero Cristóbal de Armiñán fue contratado para hacer de piedra la nueva construcción. Los vestigios de este edificio coinciden con la descripción que realizó Juan Requejo y Salcedo, en 1640: 

“es de cantería y mampostería toda, enladrillada, con tres anchas naves de bastante longitud, de diez lumbres (unos 40 metros), con estantería de un palo fortísimo que produce la tierra llamado maría, con basas de cantería y su enmaderamiento muy bien labrado de cedro...”.

 No se sabe qué efecto tuvo en la catedral el incendio ocurrido en 1644. La torre, en todo caso, estaba mucho más sólidamente construida que el resto del edificio. Sus funciones eran de campanario y torre de vigía. La catedral fue destruida, casi en su totalidad en 1671, durante el saqueo a la ciudad y nunca se volvió a reconstruir.

## Actualidad
Las ruinas de la torre fueron intervenidas arquitectónicamente para permitir que los visitantes pudieran usarla como mirador, para apreciar la vista panorámica de la ciudad colonial y la ciudad moderna. Este cuenta con 115 escalones divididos en 3 niveles, cada uno cuenta con una plataforma para descanso e información museográfica.

## Galería

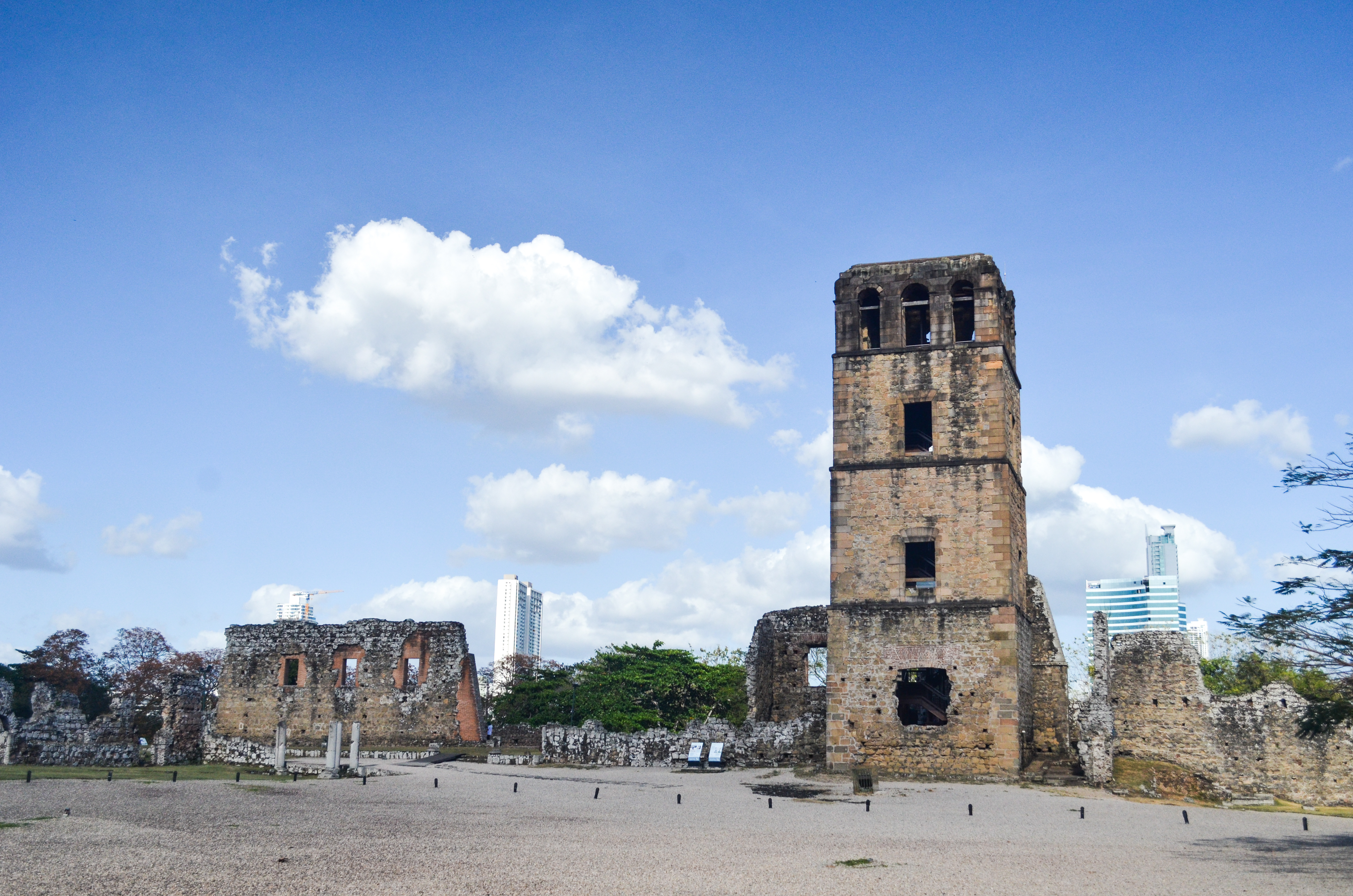
Vista completa de la Catedral. A su izquierda se encuentra la Casa Terrín y a su derecha se encuentra el Cabildo.
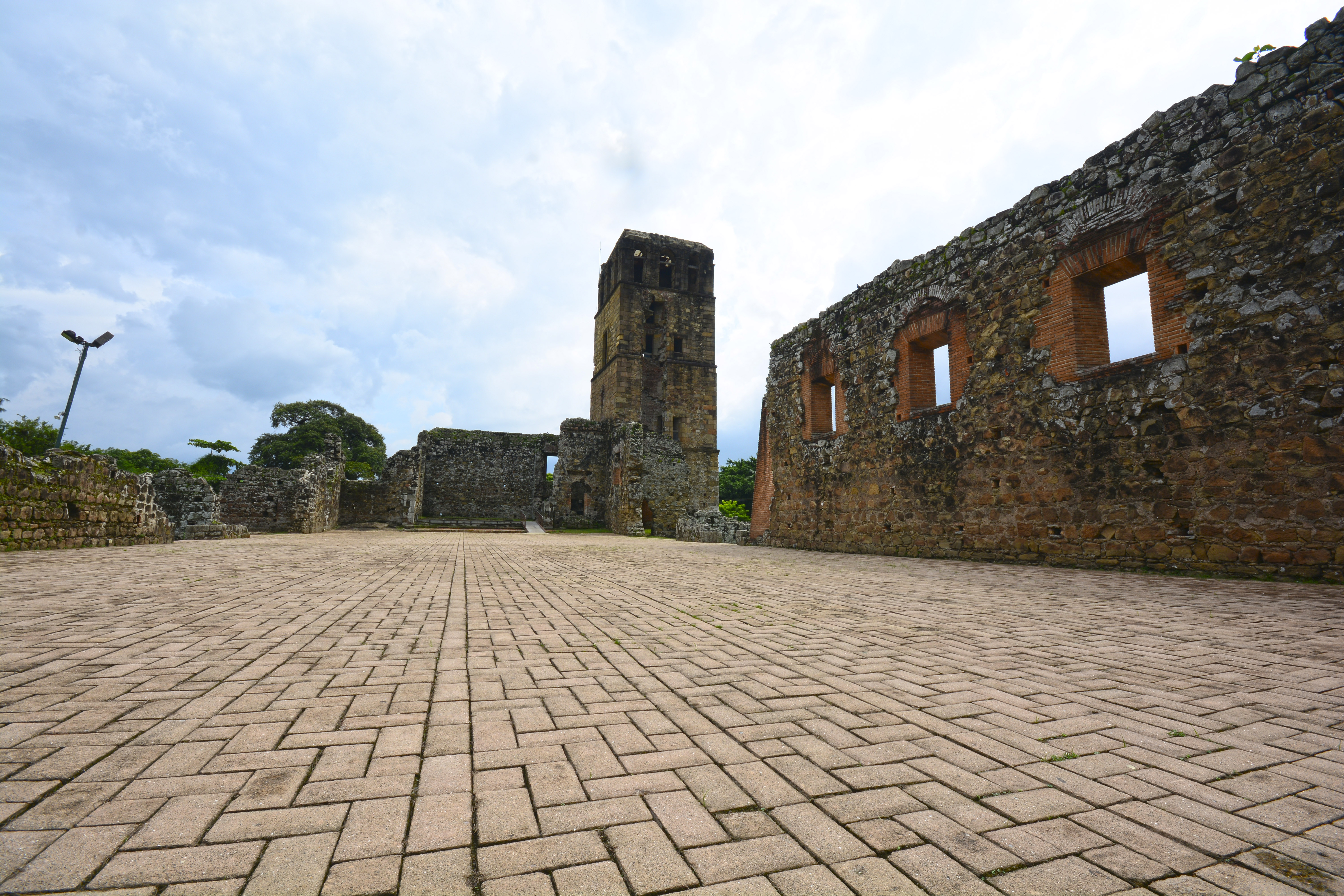
Vista de la nave de la Catedral, al fondo se encuentran el altar y la torre.
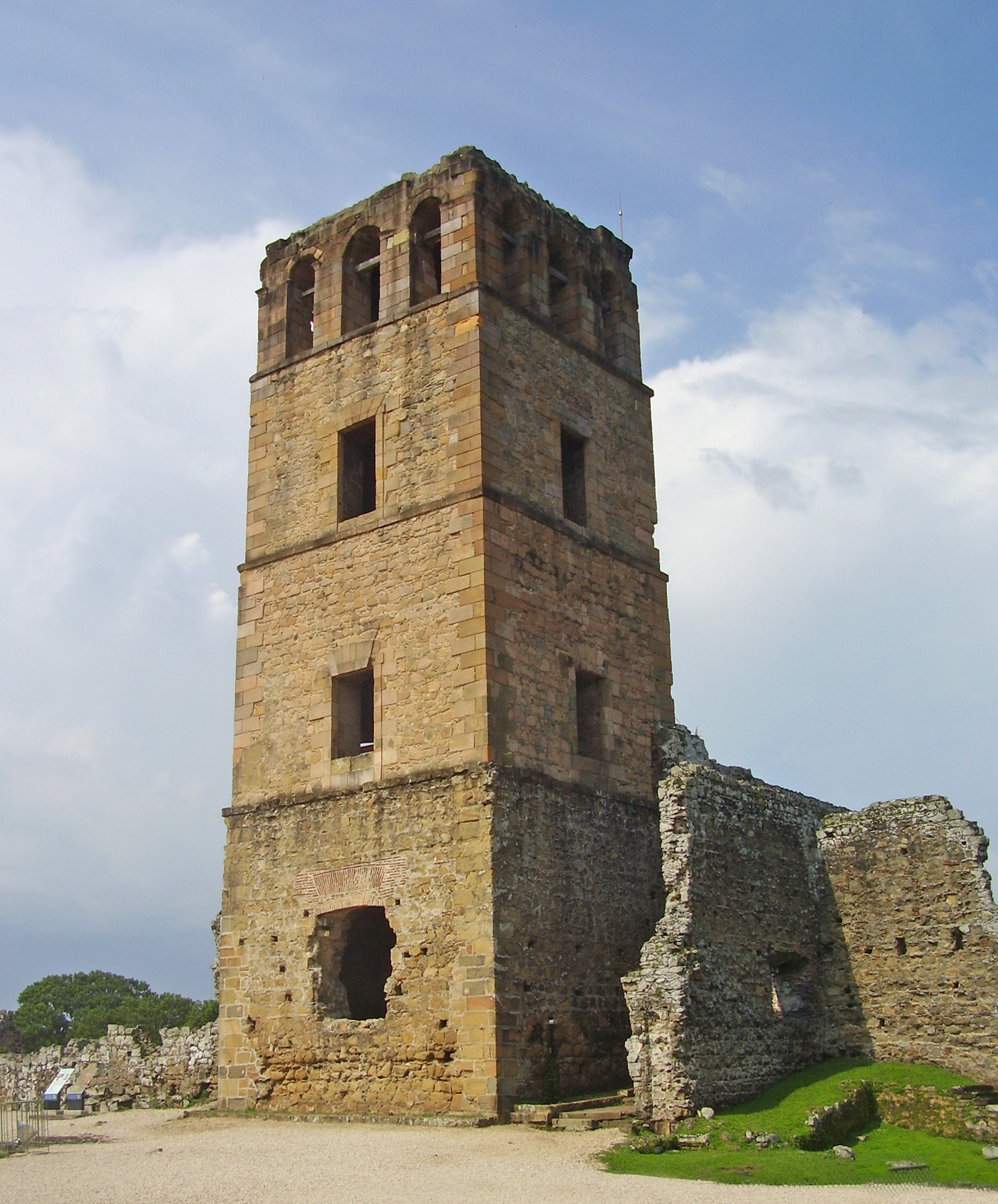
Vista de la torre de la Catedral, esta fue utilizada como atalaya y campanario.